# Krämarekapellet

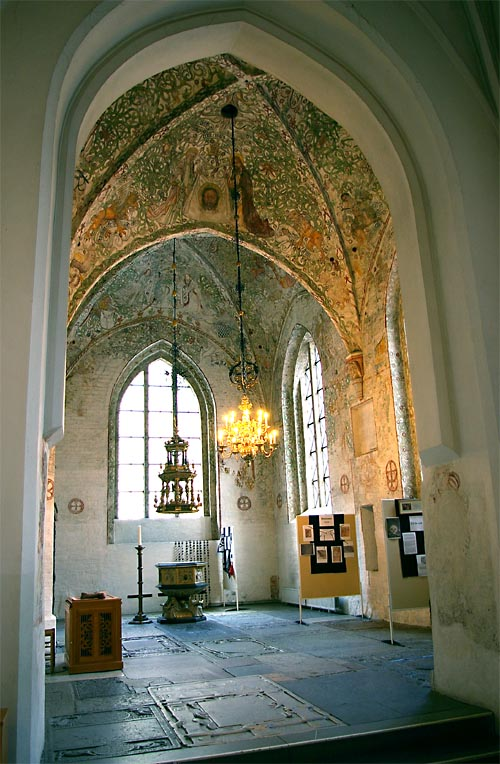
Krämarekapellets interiör

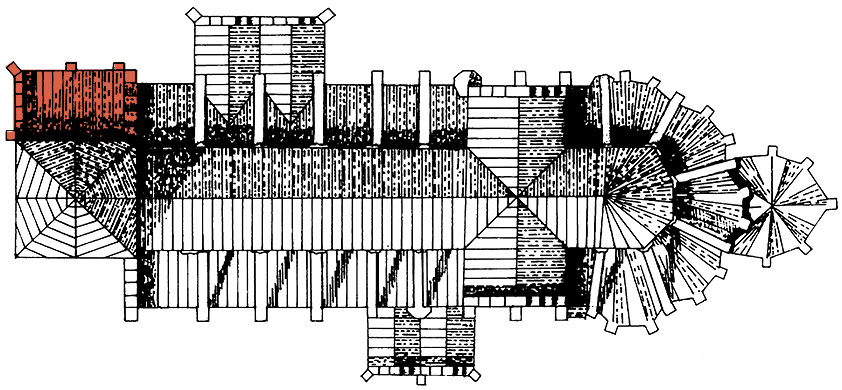
Krämarekapellet angivet med röd färg. Planritning av Sven Rosborn.

Krämarekapellet ligger norr om det stora tornet i Malmö S:t Petri kyrka. Kapellet innehåller en stor rikedom av kalkmålningar från senmedeltiden. Dess uppförande bekostades av Vantsnidarelaget eller, som det längre fram i tiden omväxlande kallades, Kledebo- eller Krämarelaget. Vantsnidarnas lag var det förnämsta i det medeltida Malmö och ur detta lag rekryterades flera personer till tjänst i stadens styrelse.
Under speciellt 1400-talet byggdes ett antal kapell i anslutning till den stora stadskyrkan S:t Petri. I dag är endast två bevarade, S:ta Annas kapell på kyrkans sydsida och Krämarekapellet som numera har funktionen som dopkapell. Här står i dag dopfunten från år 1601. Kapellets golv är helt täckt av gamla gravstenar vilka lades dit under restaureringen av kyrkan åren 1904–1906.

## Krämarekapellets ålder
"Anno milleno quadringentopue vigeno ecclesie turris quam cito fracta fuit."

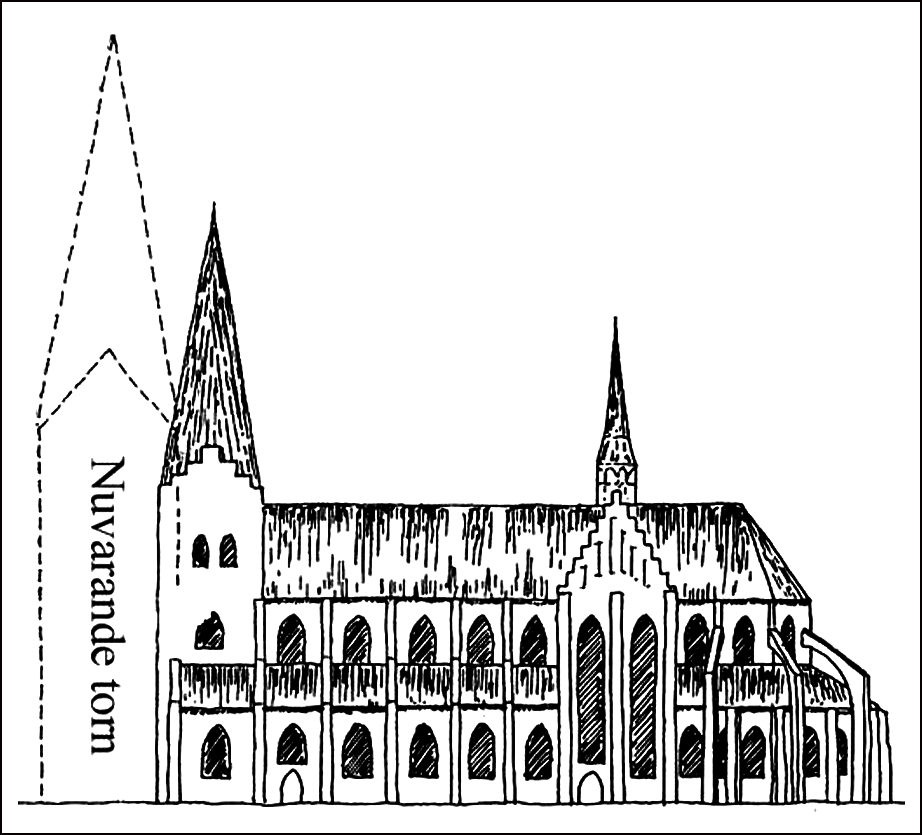
S:t Petri kyrkas äldsta torn låg öster om det nuvarande. Rekonstruktion av Sven Rosborn.

Denna latinska anteckning är den enda som i dag i arkivalierna vittnar om en i det medeltida Malmö timad katastrof av ofantliga mått. "År 1420, hur hastigt nedstörtade icke kyrkans torn" lyder det lakoniskt utformade dokumentet i översättning. Notisen är nedpräntad av en okänd skrivare i "Registrum ville Malmöyghe", den i Malmö stadsarkiv förvarade medeltida minnesboken. I samma minnesbok läser man också att redan året 1442 var det dags för nästa stora kyrkliga byggnadskrasch:
"Den 6 oktober 1442 instörtade S:t Petri kyrktorn i Malmö, vilket var mycket illa uppfört i följd av murarnas försumlighet och okunnighet, såsom varje människa som betraktar det tydligen kan inse."
Dessa båda tornras har betydelse för bestämningen av åldern på Krämarekapellet. Som rekonstruktionsbilden här bredvid visar avslutades S:t Petri kyrka i början av 1400-talet av ett torn som "red" på den västra delen av kyrkans mittskepp. Det var detta torn som störtade året 1420. Fortfarande finns rester efter nederdelarna till tornmurarna ovanför kyrkovalven. Efter raset påbörjades ett stort tegeltorn direkt väster om långhuset. Detta väldiga torn var närmast färdigbyggt när det störtade ner år 1442. Rester efter tornets östra, norra och södra murar in mot själva kyrkan stod dock kvar. För att säkert förbinda dessa murar med det nya tornet som genast började byggas lade man in väldiga granitstenar i fogen mellan det nya tornet och de gamla tornresterna. Dessa stenblock syns i dag tydligt i yttermurarna. 
Krämarekapellet ligger norr om det torn som började byggas året 1442. Den norra tornmuren bildar faktiskt kapellets sydvägg. Kapellet måste således vara uppfört efter raset år 1442. Första gången det omnämnes i arkivalierna är året 1473. Eftersom det rimligtvis tagit ett antal år att uppföra det nya tornet bör man kunna sätta kapellets tillkomsttid till cirka 1460.

## Exteriör utsmyckning
Under 1990-talet nedtogs samtliga kritskulpturer från Krämarekapellet. Man gjorde då direktavgjutningar av dessa ömtåliga och av väder och vind starkt skadade, medeltida konstverk. Kopiorna sattes upp medan originalen numera förvaras på tornvinden.
Som framgår av planritningen finns fyra stycken så kallade strävpelare som sticker ut från kapellets fasad. Dessa pelare var nödvändiga för att ta upp trycket från de två kryssvalv som bildar kapellets inre tak. Varje strävpelare har en nisch för kritstensskulpturer vilka återger symboler för de fyra evangelisterna. Tre av dessa konstverk finns än i dag i behåll. Markus, i form av en lejonsymbol har en gång suttit i nischen strax bredvid tornet men har av okänd anledning försvunnit.
På norra murens östra strävpelare återfinner vi den bevingade människan, symbolen för Matteus. Symbolen har sitt upphov i Matteus evangelium som börjar med Kristi mänskliga stamträd. På den mittersta strävpelaren finns symbolen för Johannes, det vill säga örnen. Evangelisten flyger liksom fågeln mot höjden med sitt evangeliums inledningsord. Hörnpelaren bär en skulptur föreställande Lukas symbol, nämligen oxen. Lukas evangelium inleds med Sakarias offer, vilket karakteriseras av oxen, Gamla Testamentets offerdjur. Samtliga figurer bär inskriptionsband. Fortfarande kan man på dessa här och var svagt urskilja bokstäver.

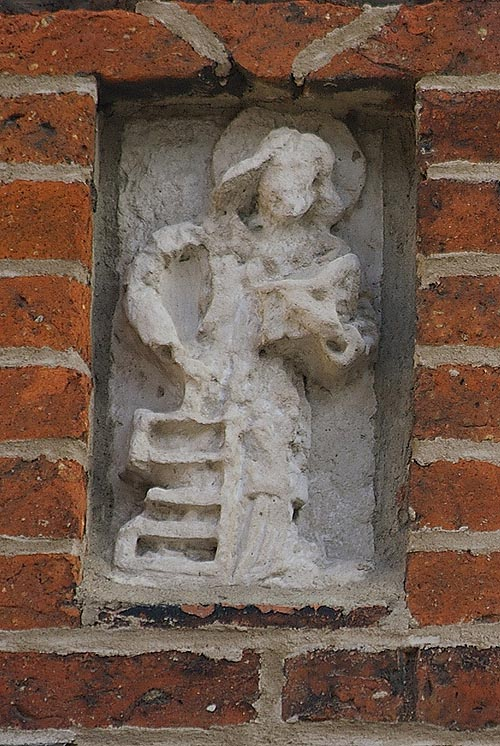
Laurentius

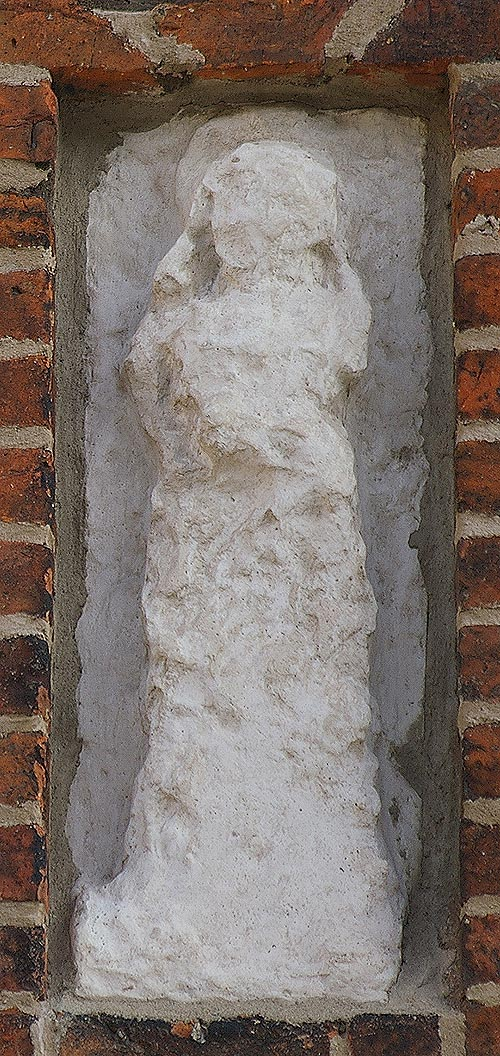
Jungfru Maria

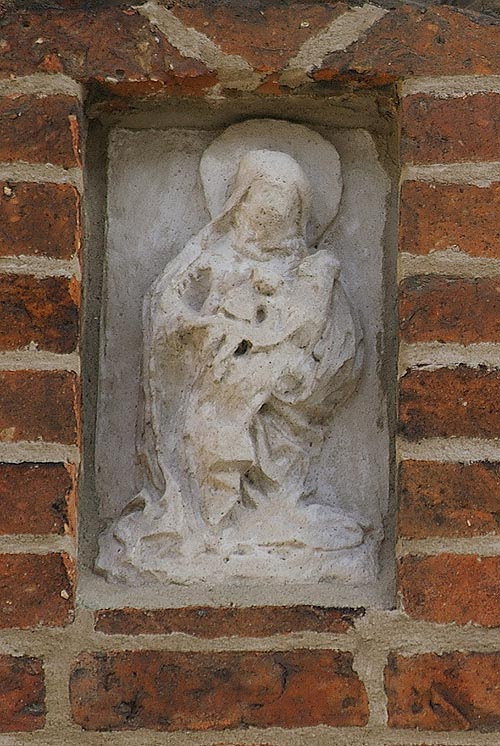
Anna själv tredje

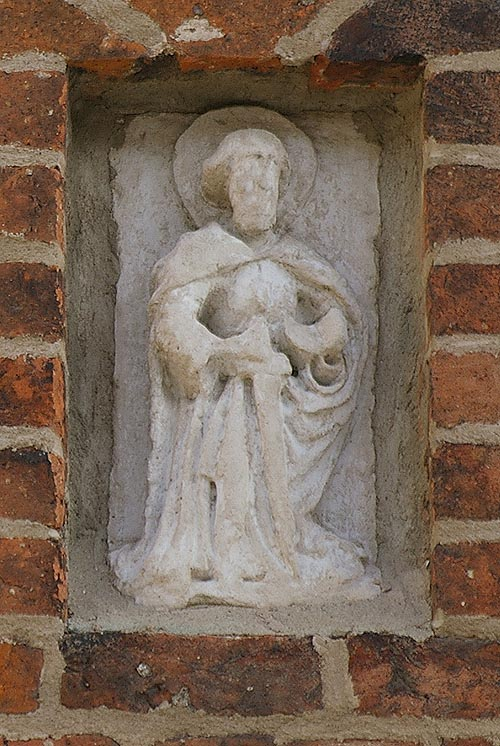
Paulus

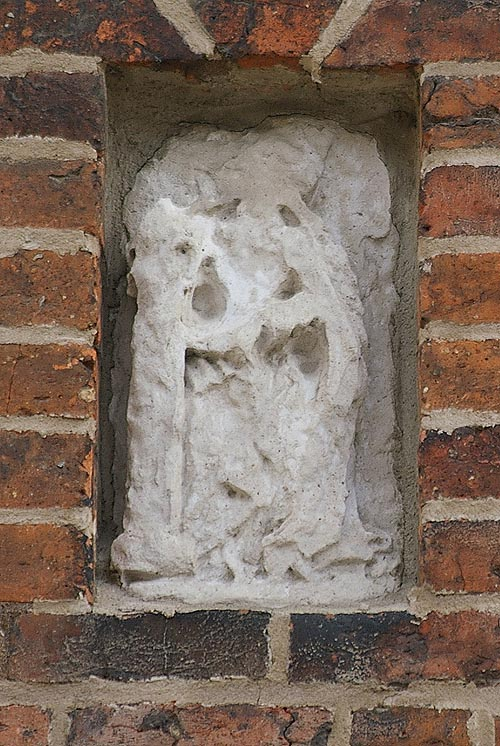
Petrus

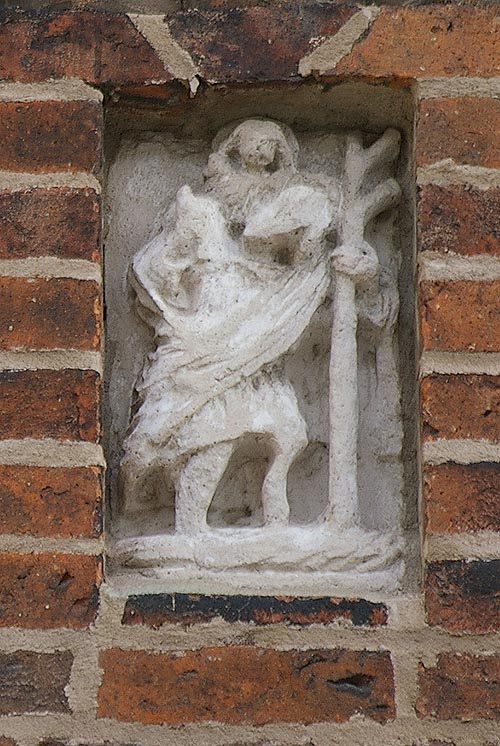
Kristoffer

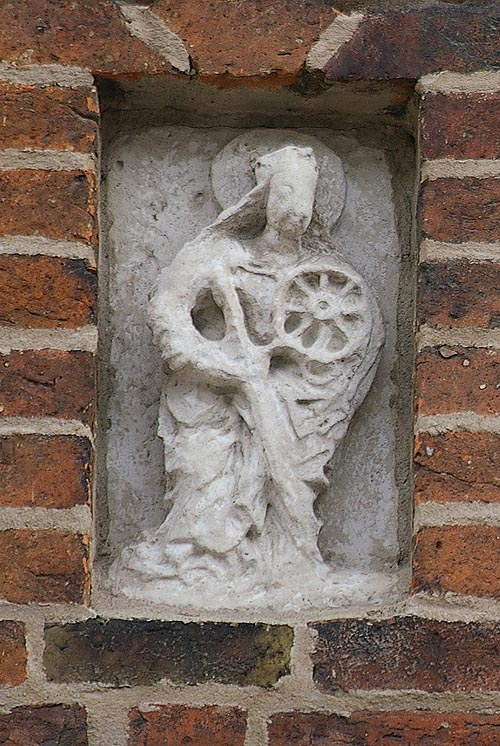
Catharina

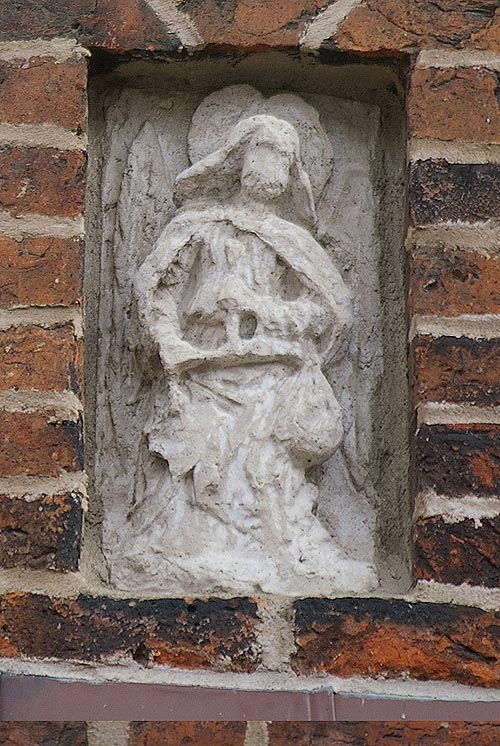
Mikael

På kapellets västgavel, strax under gavelröstets blinderingar, finns en svit av helgonskulpturer. Samtliga är utförda i kritsten. Ett flertal figurer är svårt skadade, främst genom vittring. Skillnaden i bevaringsgrad förklaras delvis av att man använt sig av två olika kritstenssorter, dels en hårdare sten, dels en mjukare. Skulpturerna är uthuggna ur cirka 15 cm tjocka kritstensplattor.
Helgonfigurerna är från norr räknat följande:
Sankt Laurentius (Sankt Lars).
Helgonet utan huvudbonad. Knälång, veckad mantel, därunder en veckad livklädnad som verkar täcka fötterna. Han håller i vänstra handen en uppslagen bok och stödjer sig samtidigt med höger hand på ett halster. Halstret är Sankt Laurentius martyrsymbol. Vissa ansiktsdetaljer, bland annat näsa, haka och kinder är alltjämt skönjbara.
Diakonen Laurentius stektes enligt legenden på ett halster. Helgonet brukar avbildas iklädd en diakondräkt med boken och halstret som helgonattribut. Då domkyrkan i Lund var vigd åt Sankt Laurentius har helgonet spelat en stor roll i ärkestiftets kyrkor i Skåne.
Jungfru Maria med Jesusbarnet.
Skulpturen dubbelt så stor som övriga helgonbilder i sviten. Huvudet är försett med ett svårt skadat dok. Klädedräkten på övre delen av högra armen är väl bibehållen medan resten av skulpturen är mycket svårt skadad. Högra armens underdel har skjutit ut något och stött Jesusbarnets huvud. Av Jesusbarnet återstår i dag endast en avlång utväxt som lutar åt söder.
Skulpturens storlek avviker helt från de övriga helgonframställningarna. Detta kan förklaras av att det i Krämarekapellet funnits ett kvinnoaltare, "Wor Frue" altare, vilket var ett av de viktigaste medeltida altarna i S:t Petri kyrka.
Anna själv tredje.
Detta är en välbevarad skulptur. Doket ligger långt fram i pannan och sträcker sig ned utmed den högra axeln. Vissa ansiktsdetaljer, bland annat näsa, kinder och höger öga är alltjämt skönjbara. Jungfru Maria och Jesusbarnet vilar i helgonets vänstra hand. Maria håller Jesus vänstra hand i sin vänstra.
Anna själv tredje-motivet verkar ha blivit mycket omtyckt i Norden under 1400-talet. Ett flertal altare till jungfru Marias moder uppfördes i kyrkorna under detta århundrade. Sankta Annas rykte som beskyddarinna mot exempelvis pesten lär knappast ha minskat helgonets popularitet.
Sankt Paulus.
En välbevarad skulptur. Huvudet, som saknar huvudbonad, är försett med kortklippt frisyr och skägg. Vissa ansiktsdetaljer, bland annat pannan, näsan och ögonbrynen är alltjämt skönjbara. Han stödjer sig i vänster hand på ett kraftigt tvåhandssvärd medan höger hand håller en uppslagen bok.
Paulus främsta attribut utgörs av svärdet, symbolen för helgonets martyrdöd. Som romersk medborgare kunde han inte korsfästas utan han avrättades med svärd. Av de åtta skulpturerna i sviten är Paulusfiguren en av de två centralt placerade. Placeringen är lättförståelig då kyrkan är helgad åt både Paulus och Petrus, "Ecclesia beatorum Petri et Pauli apostolorum".
Sankt Petrus.
Skulpturen svårt skadad, främst i sin övre del. Den är försedd med en rund pelare i vänster sida. Pelarens nederdel är klart urskiljbar. I vänster hand håller helgonet ett svårt skådat attribut, en rest efter en stor nyckel, passande till himmelrikets port. I äldre litteratur har skulpturen betecknats som "pelarbärande helgon" eller "obestämbar bild". Att det dock rör sig om Petrus är närmast självklart, dels genom den centrala placeringen, jämför ovan, dels genom de fragment av nyckeln som alltjämt finnes kvar. Men hur förklara pelaren? Eventuellt skulle man i pelaren kunna se en symbol av paradisets port. Det vore emellertid då rimligt att finna en pelare även till höger om helgonet. Ett alternativ skulle vara det så kallade tuppmotivet. På pelaren kan ha stått en tupp, ett djur som är intimt förknippat med Petrus och hans förnekelse av Jesus innan tuppen gol på morgonen.
Sankt Kristoffer.
En relativt välbevarad skulptur. Håller i sin vänstra hand en stav med grenar och bär på sina axlar Jesusbarnet. Överkroppen är insvept i en mantel och benen är nedstuckna i flodens vågor. Av Jesus är alltjämt ansiktet med glorian synligt.
Kristoffer bar enligt legenden Jesusbarnet över floden men barnets tyngd omöjliggjorde nästan överfarten. Tyngden uppkom genom att Kristus själv trycktes av bördan från alla världens synder. Namnet Kristoffer härledes av "Kristusbäraren".
Sankta Catharina.
Välbevarad kvinnoskulptur med krona, långt hår och gloria. I vänster armveck stödjer hon ett hjul och i höger hand finns ett svärd. Sankta Catharina var dotter till kung Costus av Cypern, vilket förklarar helgonets krona. Helgonets attribut – svärdet och hjulet – avspeglar på vilket sätt hon led martyrdöden. Efter att ha torterats på hjulet blev hon genom sin höga börd "skonad" med halshuggning.
Ärkeängeln Mikael.
Relativt välbevarad skulptur med långt hår och gloria. Vissa anletsdrag alltjämt skönjbara. Helgonet håller i sin vänstra hand sitt attribut, vågen med vågskålarna. Ärkeängeln Mikael kämpade med sina änglar en segerrik strid mot draken och helgonet symboliserar därför det ondas betvingare.

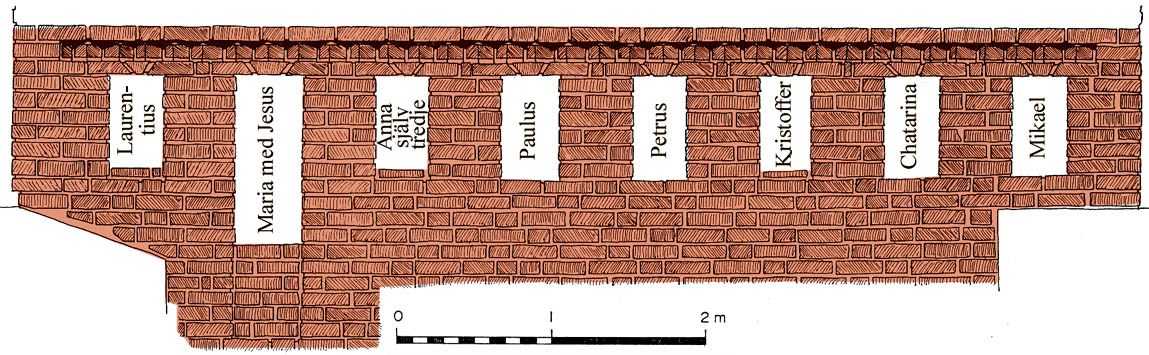
Skulpturernas placering

### Restaurering
I mitten av 1977 genomgick kritstensfigurerna en grundlig konservering. Då kunde bland annat konstateras att figurerna delvis täcktes av ett flertal kalkskikt. Det understa skiktet, vilket endast fanns på partier som bevarat sin originalyta, bör vara rester efter skulpturernas äldsta bemålning. Endast en enhetlig gråaktig färg kunde konstateras. Då denna färg påträffades på i stort sett alla de partier som bevarat en oskadad yta vågar man anta att skulpturerna ursprungligen endast varit gråfärgade. Över den gråa färgen låg ett rent kalklager på vilket en rödgul avfärgning var gjord. Liksom den gråa färgen, täckte även den rödgula färgen bevarade originalytor. Genom rödfärgningen har man bevisligen försökt att "kamouflera" skulpturerna. Skulpturerna måste nämligen genom denna färgsättning ha blivit i det närmaste ett med den omgivande, röda tegelmuren. Kanske ska denna rödfärgning ses mot bakgrund till reformationens vindar i 1500-talets Malmö, då helgonfigurer blev förbjudna i de protestantiska kyrkorna.

## Interiör utsmyckning
Vid den av professor Carl Georg Brunius företagna "restaureringen" av S:t Petri kyrka under mitten av 1800-talet var Krämarekapellet avskiljt från den övriga kyrkan. Krämarekapellet hade nämligen omändrats till spruthus redan 1780, det vill säga det var här man förvarade stadens brandsläckningsutrustning. En upptagen port i kapellets västra gavelmur ledde in till spruthuset. När gamla Latinskolan togs över 1831 flyttades redskapen dit. Vid Theodor Wåhlins restaurering åren 1904–1906 revs emellertid den sekundäruppbyggda väggen in mot kyrkan ned, samtidigt som porten murades igen. Samtidigt bröts Krämarekapellets golv upp och under kapellet inrättades en stor källare i vilken kyrkans värmecentral fick sin plats. Det var under denna restaurering som kapellets främsta kulturskatt avslöjades, nämligen målningarna på väggar och i takvalv. Dessa målningar har betecknats som varande bland de bäst bevarade senmedeltida målningarna i Norden.
Man kan spåra två olika tillkomstperioder för Krämarekapellets medeltida målningar. Den äldsta perioden från troligtvis 1460-talet återfinns på den norra och västra kapellväggen samt i de två takvalven. Även de båda figurer som finnes på ömse sidor om själva stödmurarna in mot kapellet är från denna tid. På den ena sidan ses en man sittande vid ett bord och på den andra sidan en man med ett smått groteskt utseende. Mannen är puckelryggig och bär på sina upplyfta händer upp valvbågen över ingången till kapellet. 
En yngre period representerar de två enorma målningar som täcker södra kapellmuren, det vill säga den ursprungliga tornmuren. En av dessa är Sankt Göranmålningen. Framtagna rester efter målningar under denna bild visar att denna stridsscen tillhör ett yngre skede i kapellets historia. Till detta yngre skede hör också motivet med "Kristus i vinpressen". Eventuellt tillhör också målningen av Sankt Laurentius på sydpelaren denna yngre period. Tidsmässigt kan denna bestämmas till åren mellan ca 1505 och 1527. Som forskaren Einar Bager konstaterat har målaren vid framställningen av Sankt Göran haft en direkt förlaga i Albrecht Dürers framställning av samma motiv från cirka 1505. Reformationen i Malmö år 1527 sätter en främre tidsgräns.
Att det förekommit en stor ombyggnad av kapellet redan under medeltiden framgår också av här befintliga så kallade konsekrationskors, det vill säga invigningskors, vilka är målade på väggarna. Konsekrationskorsen minner om de symboliska handlingar som utfördes då en kyrka, eller ett kapell, togs i bruk. Biskopen skulle vid invigningen stryka invigd olja på korsen. En liten stege fanns till hands för att underlätta arbetet. Denna ritual beskrives mycket tidigt i den romersk-katolska kyrkan. I en beskrivning från 1200-talet ges till exempel invigningskorsen trefaldigt symbolvärde. De skulle hålla onda makter borta, de skulle visa att kyrkan eller kapellet tillhörde Kristus och de skulle påminna om Kristi lidande. Oftast tändes ljus framför konsekrationskorsen, gärna i samband med årsdagen för invigningen. Om det skedde en genomgripande ombyggnad av kyrka eller kapell måste en ny invigning företagas. I Krämarekapellet finns på två ställen övermålade kors vilket tyder på att en återinvigning företagits.

### De äldre målningarna

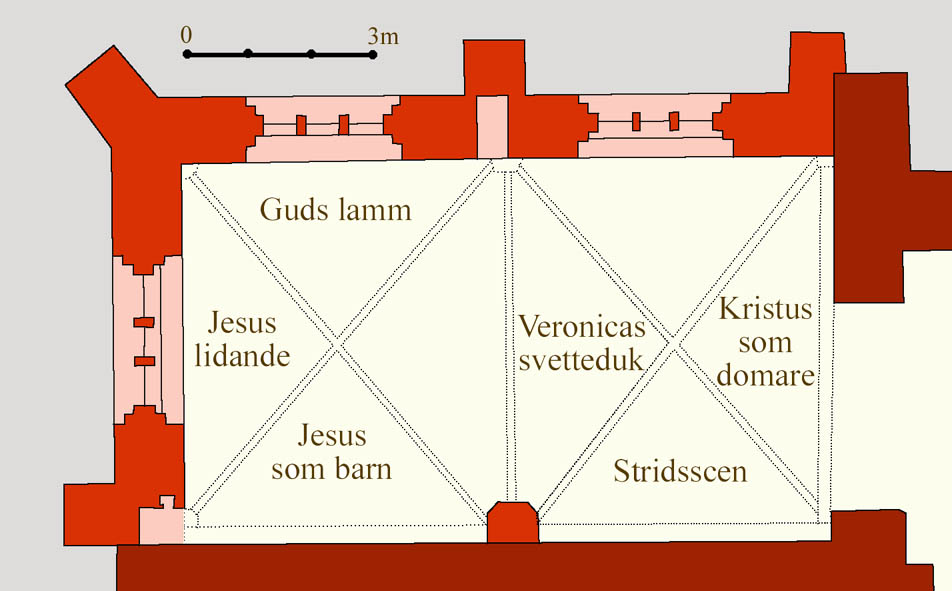
Plan över Krämarekapellet med de viktigare valvmotiven angivna

Den norra och den västra kapellmuren är försedda med röda band, vilka inramar de olika motiven. Ett horisontellt band i något skiftande höjd skiljer väggmålningarnas två huvudmotivgrupper. Under bandet finns helgonframställningar, över bandet det så kallade "Dödsdansmotivet". Det sistnämnda motivet utgör en skrämmande framställning över mänsklig förgängelse. "Danse Macabre"-motivet uppkom i början av 1400-talet.
På den norra kapellmurens östra del avbildas smärtomannen. Kristus står här bakbunden vid en pelare, bröstkorgen är framåtpressad och han blickar över axeln mot Franciskus av Assisi. Av detta helgon återstår i dag endast den upplyfta högerhanden och delar av ansiktet. Handen bär stigmata, det vill säga här finns ett sår, representerande det ställe på kroppen där Kristus skadades vid uppspikningen på korset. Just stigmatiseringen är ett av helgonet Franciscus kännetecken.
På den andra sidan om fönsteröppningen visas Anna själv tredje-motivet. Sankta Anna bär Jesusbarnet medan jungfru Maria står vid sidan om och håller Jesus i handen. Bredvid detta motiv finns Sankta Katarina av Alexandria med hjulet och det stora svärdet. Norra väggen avslutas åt väster med en framställning av Maria Magdalena, den stora botgörerskan. Maria bär en dräkt som väl svarar till dräktmodet vid mitten av 1400-talet. Med båda händerna håller hon det stora smörjelsekärlet. Maria Magdalena var ju en av de kvinnor som på påskmorgonen kom till Jesus grav för att smörja den döda kroppen.

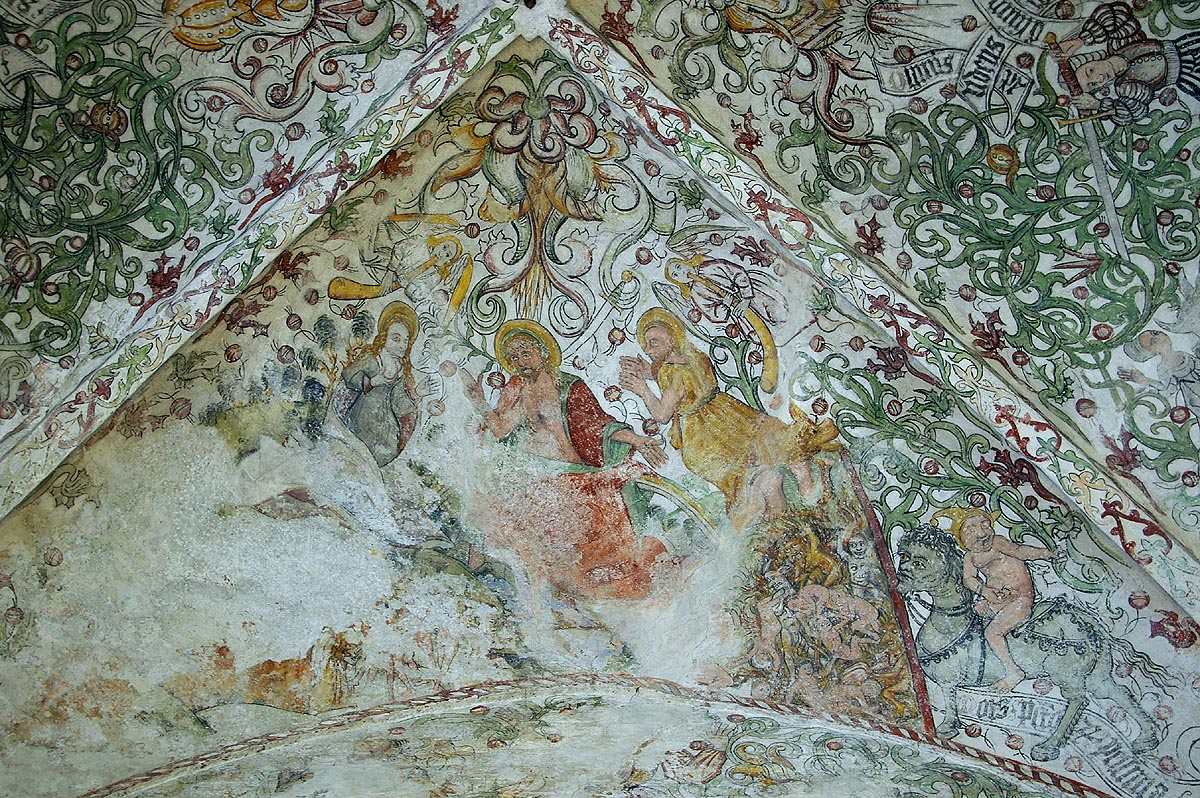
Kristus som domare

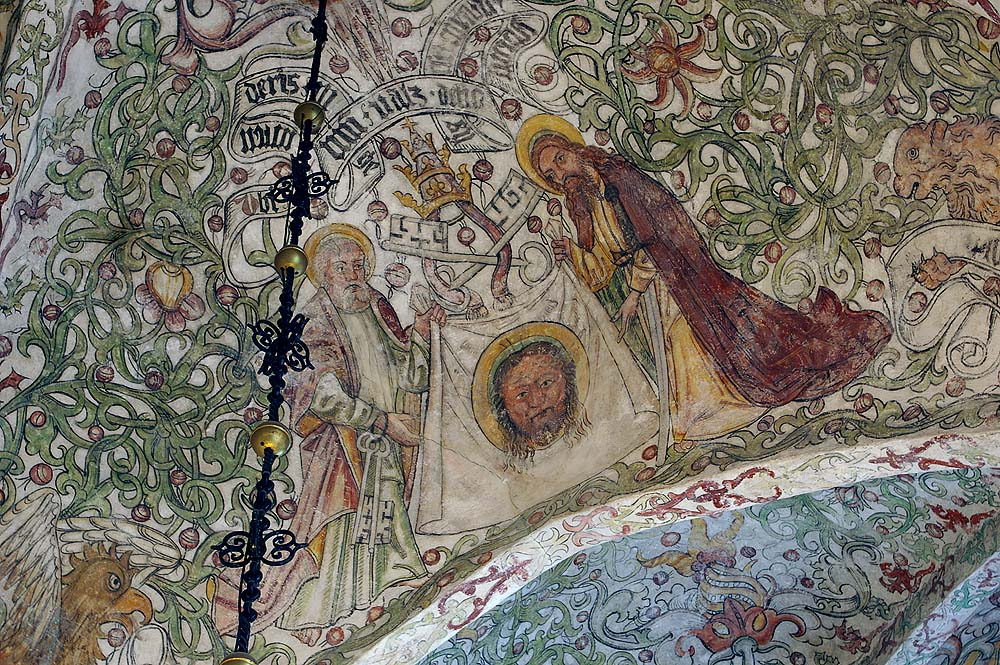
Petrus och Paulus håller upp Veronicas svetteduk

På den västra gavelväggen finner vi strax till höger om fönsteröppningen en framställning av jungfru Maria med Jesusbarnet. Målningen är mycket svårt skadad, men delar av Marias klädedräkt är alltjämt synliga, så också Jesusbarnets nakna högerarm. Helgonbilden har med sin enhetliga, röda bakgrund varit den mest dominanta av helgonframställningarna. De övriga bilderna är nämligen samtliga omgivna av blad och rankmotiv.
Till de äldsta målningarna hör också färgprakten i de två takvalven. Ritningen här bredvid anger huvudmotiven. Låt oss beskriva ett av huvudmotiven. Längst åt öster finns "Kristus som domare".
Kristus sitter här på sin tron i himlen. Han är omgiven av ett antal personer. Tronen utgörs av regnbågen. Ur Kristus mun utgår ord som kommit att utgöra grunden för både lag och evangelium inom den västerländska kulturen. Lagen illustreras med ett svärd och evangelium med en lilja. Denna framställning av Jesus är mycket vanlig i kyrkomålningar från 1400-talet. Målningarna sitter alltid i de östra valven, normalt framme i kyrkans långhus. Det är därför naturligt att hitta motivet här i Krämarekapellet också på det östra valvet.
Kristus uppvaktas på båda sidor av musicerande änglar. Till vänster om honom, på den norra sidan, finns också Jungfru Maria. Den norra sidan i en kyrka var kvinnornas sida och här fanns alltid kvinnornas speciella skyddshelgon, den heliga jungfrun. Marias blottade bröst visas upp som en symbol för Jesusbarnet. Det ligger en naturlighet i bilden som är vanlig i 1400-talets kyrkmåleri: man skämdes inte för sådant som var naturligt. Nakna kvinnobröst var ett sådant motiv. Under eller bredvid Maria finner man alltid en bild av paradiset. I Krämarekapellet har paradiset flagnat bort; färgen är inte längre kvar. 
På andra sidan Kristus, på den södra sidan, återfinns alltid Johannes döparen. Det var ju Johannes som i predikningar förebådade Jesus ankomst och det var Johannes som döpte Jesus i Jordanfloden. Han levde som eremit och därför är han alltid iklädd kläder som är gjorda av djurpälsar. Under eller bredvid Johannes fanns alltid helvetet eller skärselden, så också i Krämarekapellet.

### De yngre målningarna

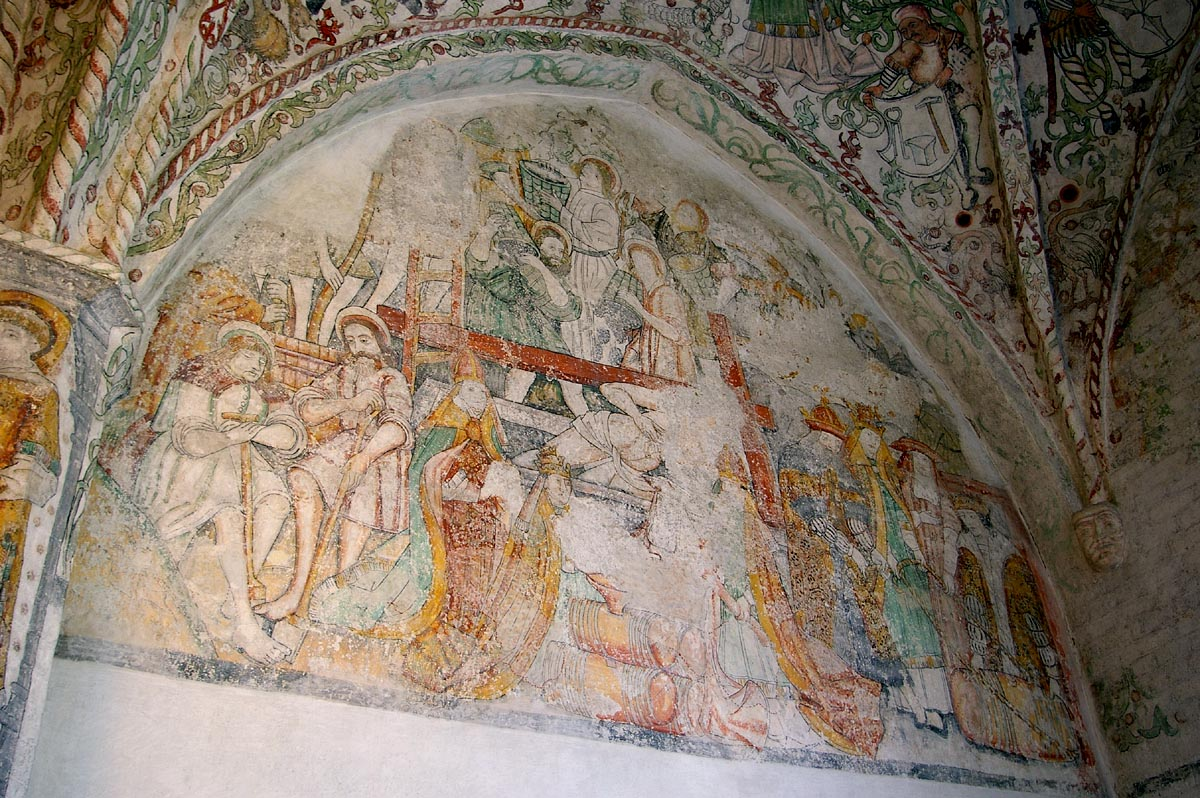
Kristus i vinpressen

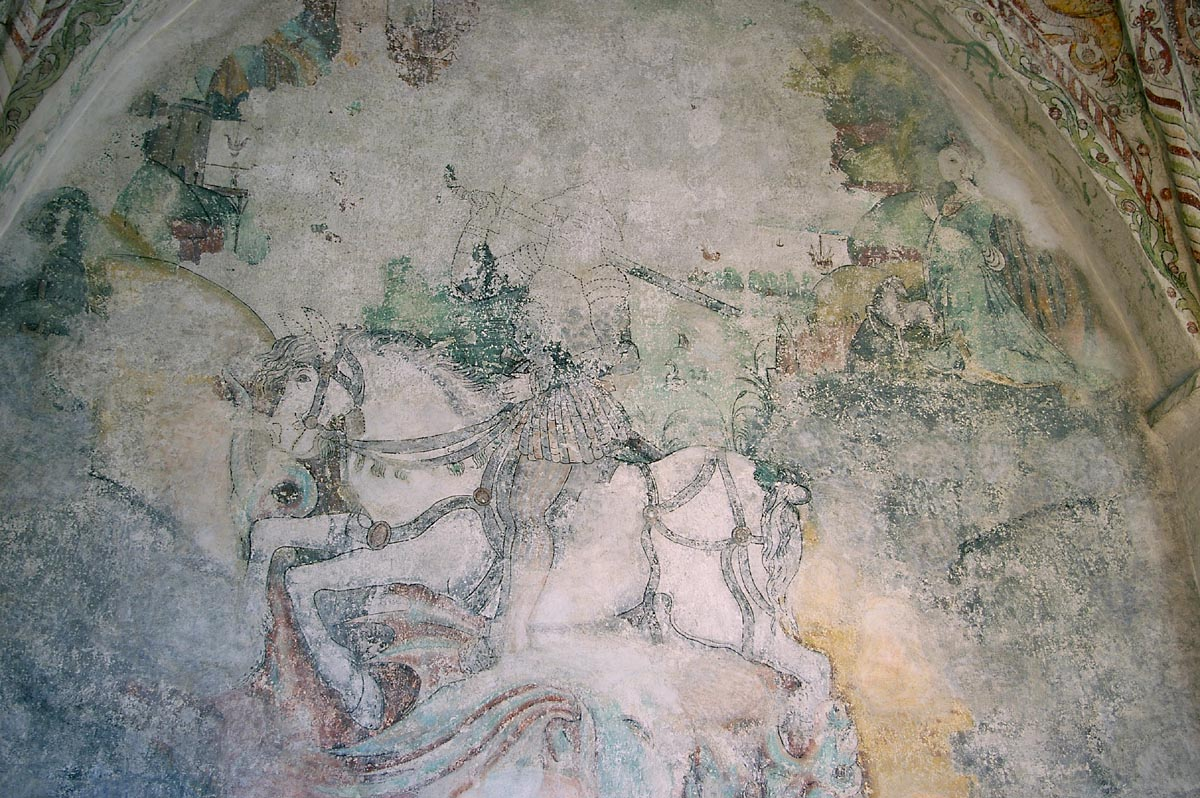
Sankt Göran och draken

På den södra väggen finns en större målning, "Kristus i vinpressen". Det finns direkta paralleller till detta motiv i bland annat Frankrike. De franska motiven är beledsagade av text som klart anger vad figurerna representerar. Motivets innebörd kan tolkas på detta sätt: 
Redan under det gamla förbundets tid förbereddes Messias ankomst av patriarker och profeter (de grävande männen längst till vänster). Kristus är det sanna vinträdet, och, såsom druvan pressas i vinpressen, så pressas han frivilligt under lidandet för människornas skull (Jesus tryckes av korset ned i vinpressen). Men lidandets frukt är den seger över synd och död, som förmedlas till människorna av evangelisterna och Kyrkans fäder i alla tider. (De fyra kyrkfäderna påven Gregorius I, biskoparna Ambrosius och Augustinus samt kardinal Hieronymus tappar blodet på tunnor under vinpressen. De båda furstarna som hjälper till att flytta tunnorna är ursprungligen en dubblerad bild av kung Salomo. Tunnorna är egentligen på väg ned i vinkällaren, vilken representerar Kyrkan. Av segern blir de troende delaktiga i nattvardens sakrament, det vill säga munken som i målningens övre högra hörn ger nattvarden till de troende.)
Till de yngre målningarna hör också den monumentala målningen av Sankt Göran och hans kamp mot draken. Till höger ses den knäböjande prinsessan som riddaren räddar. Till vänster ses rester efter den stad, från vars mur prinsessans föräldrar skådar kampen om deras dotter. Tyvärr är målningen här svårt skadad, något som också gäller Göranfigurens övre del.
Sankt Laurentius återfinns på den pelare som avdelar de två ovan omtalade monumentalmålningarna. Bilden tillhör troligtvis kapellets yngre målningsperiod. Under Sankt Laurentius finns två invigningskors, målade vid olika tillfällen.